# Judicat d'Arborée
Pour les articles homonymes, voir Arborée.

Judicats de Sardaigne

Judicat d'Arborée

Blason

Le judicat d'Arborée (en sarde : Judicadu de Arbarée ; en italien : Giudicato d'Arborea ou l'Arborea) est l'un des quatre judicats qui naquirent en Sardaigne au VIIIe siècle pour remplacer un Empire romain devenu trop lointain (l'Empire romain d'Orient gouverné par Constantinople) et pour se protéger notamment des razzias arabes.
L'Arborée se développa dans la partie centre-occidentale de l'île, riche en terres agricoles et pastorales (les autres judicats sont ceux de Logudoro ou de Torres, de Gallura, de Cagliari ou Pluminos).
Le Judicat d'Arborée, comme du reste les trois autres judicats, était un royaume souverain selon le principe juridique Superiorem non recognoscens, avec un territoire subdivisé en Curatorie, des districts dirigés par un curateur et comprenant des centres habités appelés « ville » (différent du mot français homonyme, du latin villa). Le judicat avait son propre Parlement, la Corona de Logu, composé des représentants des Curatorie. Il possédait son propre domaine public, le Rennu, votait les lois, avait des frontières et frappait monnaie.
Son chef était le Judex ius dicens (celui qui dit la loi), en sarde, Judike ou Iudike. Le juge tirait son autorité non seulement de l'hérédité mais également par la reconnaissance de son Imperium par la Corona de Logu.

## Naissance du judicat
Les attaques sarrasines continuèrent après la création des judicats mais la résistance des Sardes était mieux affirmée, soutenue aussi par les Carolingiens. En 851, le pape Léon IV demanda au juge d'Arborée et aux autres juges, une aide militaire pour Rome : cette date marque l'existence certaine de leur institution.
Après les règnes de Gonario Comita et de Torgotorio Barisone Ier, qui régnèrent en même temps sur le Logudoro et l'Arborée, Mariano de Zori, fils de Barisone Ier, régna sur la seule Arborée. Son fils Orzocco Ier déplace la capitale du site phénicien et grec de Tharros, désormais en ruines, à Oristano. Il a été le père de Torbeno, dont le fils Orzocco II fut le dernier de la lignée.

## Influences pisanes et génoises
Presque rien ne figure dans les documents historiques sur les juges d'Arborée, jusqu'à l'apparition de Comita II qui, pour contrebalancer la domination pisane eut une politique philo-génoise. C'est son frère Constantin Ier qui lui succéda. Comita III, un de ses successeurs, chercha à unifier la Sardaigne, en s'attaquant à plusieurs reprises au Judicat de Torres. Son fils Barisone Ier poursuivit cette politique et en 1164, occupa provisoirement le Judicat de Cagliari resté sans successeur. La même année, il obtient, avec l'aide financière de Gênes, le titre de roi de Sardaigne de Frédéric Barberousse. Peu après son couronnement, il fut attaqué par les Judicats de Torres et de Cagliari. Jusqu'en 1171, sa politique fut conditionnée par le remboursement de l'emprunt génois pour obtenir son investiture. En 1180, il organise une autre attaque contre le Judicat de Cagliari mais est vaincu. Il meurt en 1185. Il avait épousé en secondes noces, Agalbursa de Bas, nièce du roi d'Aragon, laquelle s'était installée en Sardaigne avec son frère Hugues et des nobles catalans.
Son fils, Pierre Ier, né du premier mariage, dut affronter les revendications de son cousin Hughes Ponce de Bas, fils de Hughes, qui avait épousé la fille de Barisone Ier. En 1192, un accord leur permet de régner ensemble. En 1195, le juge de Cagliari, Guillaume de Massa, envahit l'Arborée, en capturant Pierre Ier tandis que Hugone Ier s'enfuit. Plus tard, ce dernier épousa une des filles de Guillaume de Massa, Précieuse, héritière de la moitié du Judicat d'Arborée. Par ce mariage il devint à son tour juge d'Arborée, conjointement avec son beau-père.
De ce mariage naquit Pierre II qui aurait dû hériter du Judicat d'Arborée : mais les choses se compliquèrent à la mort de son grand-père Guillaume. Il fut obligé d'épouser Diane, fille d'Ubaldo Visconti qui gardait prisonnière sa tante Benedetta de Cagliari et qui désormais contrôlait presque toute la Sardaigne. En 1228, Pierre II fut obligé de partager le judicat en condominium avec Mariano de Torres, le mari de sa tante Agnès de Massa et avec Guillaume II de Massa, fils de Benedetta et de Barisone.
Pierre II finit par se libérer de ce condominium et étendit son influence à tout le Judicat d'Arborée. Il meurt en 1241 en laissant son fils Mariano II sous la tutelle de Guillaume de Capraia qui finit par devenir juge de facto et qui l'obligea à partager l'Arborée avec son propre fils, Nicolò. À sa mort, Mariano II se débarrassa de Nicolò tout en restant allié à Pise. Il laissa l'Arborée en héritage à son fils mineur Jean Cappai de Bas qui mourut en 1304 après avoir accentué la dépendance de l'Arborée vis-à-vis de Pise. Ses enfants étant mineurs, Andreotto et Mariano Cappai de Bas, c'est encore Tosorato des Uberti qui assura la régence. C'est Mariano III, devenu majeur, qui comprit que ses sujets ne supportaient plus la domination pisane et s'approcha de Jacques II d'Aragon. Ce dernier avait été investi en 1297 par Boniface VIII du titre du roi de Sardaigne et de Corse. Avec Ugone II Cappai de Bas, le fils de Mariano III, la politique du judicat changea radicalement. Il consolida l'alliance avec les Aragon contre les Pisans. En 1323, il participa aux opérations de l'infant Alfonso qui débarqua à Palmas di Sulcis en contribuant à la prise du Judicat de Cagliari et à la défaite de Pise. Il fut cependant obligé de devenir vassal du roi d'Aragon.

## Conflit avec l'Aragon et fin du judicat
Les rapports entre le juge d'Arborée et le roi d'Aragon devinrent de plus en plus délicats, notamment sous le règne de Mariano IV, provoquant une guerre de type national. Les troupes de Mariano occupent presque toute la Sardaigne méridionale et assiègent Cagliari. Pierre IV d'Aragon décide de débarquer en Sardaigne avec une expédition et conquiert L'Alguer qu'il peuple de Catalans. En 1354, Pierre IV et Mariano IV Cappai de Bas suspendent les opérations militaires. L'Alguer reste aux mains des Aragonais et Mariano IV obtient, pour 50 ans, un fief sur la Gallura.
En février 1355, le roi convoque à Cagliari le premier Parlement du royaume de façon à marquer la pacification de l'île. À cette réunion furent convoqués les représentants des trois états (comme en Catalogne), les ecclésiastiques, les nobles et les féodaux (militaires) et les représentants des villes et cités (état royal) mais aussi un quatrième corps, dit des Sardes, représentant les communautés pacifiées. En juillet, Pierre IV et Mariano signent la paix de Sanluri et en août le roi quitte la Sardaigne. Mais de 1364 à 1366, les troupes du judicat reprennent le chemin de la guerre, ce qui provoque une nouvelle expédition en 1368, commandée par Pierre Lopez de Luna qui échoue à conquérir Oristano. En 1369, les troupes du judicat conquièrent Sassari. Mais Brancaleone Doria (un Génois) arrête l'avancée des troupes du judicat à Monteleone (it) en 1370. Il épouse Éléonore d'Arborée et s'allie avec son père Mariano IV. Gênes envoie une flotte en 1374 pour bloquer Cagliari côté mer. Seule Cagliari et quelques autres place-fortes aragonaise résistent. Mais la peste provoque la mort de Mariano IV en 1376.
Son fils Ugone III Cappai de Bas reprend les hostilités. Il est assassiné en 1383. La Couronne de Logu (le Parlement sarde) donne donc le titre de roi à Frédéric Doria Cappai, le fils de Brancaleone et d'Eléonore, sous la tutelle de sa mère jusqu'à sa majorité. Brancaleone fut envoyé à Barcelone pour négocier mais fut emprisonné à Cagliari. Jean Ier d'Aragon, qui succède à Pierre IV, finit par signer une deuxième paix à Sanluri (1388), nettement moins avantageuse pour le judicat qui revint à ses frontières de 1355. Brancaleone ne fut libéré qu'en 1390.
En 1391, le judicat reprend les hostilités, et reprend Osilo, Sassari et la Gallura. En 1392 est promulguée la Carta de logu (Charte de Logu), une charte et un code civil de première importance, document juridique qui dominera la vie des citoyens sardes jusqu'au code de Charles-Félix de Savoie en 1827.
La présence des Aragonais est alors limitée aux villes de Cagliari, de L'Alguer et de Longonsardo et aux châteaux de Quirra et d'Acquafredda. Martin, duc de Montblanc, succède à Jean Ier en 1396. Eléonore meurt à son tour de la peste (1402 ou 1403), son mari Brancaleone conquiert le château de Quirra en 1406. Le petit-fils de Béatrice (la sœur d'Eléonore), Guillaume II de Narbonne, devient juge d'Arborée (mais, devant partir de Narbonne, ne rejoint pas l'Arborée avant 1409, ce qui provoque un intérim et provoque la colère de Brancaleone) tandis que Martin le Jeune prépare la conquête et débarque à Cagliari en octobre 1408.
Guillaume est couronné juge en janvier 1409 et les deux armées s'affrontent à Sanluri le 30 juin 1409. Les Aragonais ont le dessus mais Martin meurt de paludisme tandis que Guillaume se réfugie en France pour chercher de l'aide. La capitulation du judicat fut signée le 29 mars 1410 entre Pierre Torrelles (Aragon) et Leonardo Cubello (déjà juge par intérim avant le couronnement de Guillaume II). Ce Léonard prit le fief d'Oristano, avec le titre de marquis. Cette capitulation marque la fin du Judicat d'Arborée, le dernier État sarde indépendant, presque cent ans après que le Regnum Sardinae avait été donné aux Aragonais par le pape.

## Liste des juges d'Arborée
Les juges suivants ont gouverné le Judicat d'Arborée,.

### Dynastie de Lacon-Gunale
- 1015-1038 : Gonnario Ier de Lacon-Gunale, également juge de Logudoro ;
- 1038-1060 : Barisone Ier, également juge de Logudoro ;
- 1060-1082 : Mariano Ier (en) ;
- 1082-1100 : Orzocorre Ier ;
- vers 1102 : Torbeno ;
- 1100-1122 : Orzocorre II.

### Dynastie d'Orrù
- vers 1116 : Comita Ier d'Orrù ;
- vers 1122 : Torbeno II.

### Dynastie de Lacon-Serra
- 1120-1126 : Gonnario II de Lacon-Serra, qui épouse Elena, fille de Comita Ier ;
- 1126-1131 : Costantino Ier, leur fils, épouse Anna de Zori ;
- 1131-1146 : Comita II, leur fils ;
- 1146-1185 : Barisone II de Serra, son fils ; il se proclame « roi de Sardaigne » vers 1164-1184 ;
- 1185-1203/1207 : Pietro Ier de Serra, son fils ;
- 1214-1217 : Barisone III, fils de Pietro Ier, épouse Benedetta de Cagliari, fille de Guilielmo de Massa.

### Dynastie de Bas-Cervera
- 1185-1211 : Ugone Ier de Bas ;
- 1217-1241 : Pietro II de Bas, fils d'Ugone Ier ;
- 1211-1228 : Costantino II, fils d'Ugone Ier ? (fictif c.f Constantino Ier) ;
- vers 1238 : Azzone, rival ;
- 1238-1253 : Comita III, fils de Costantino II (?) ;
- 1241-1295/1297 : Mariano II de Bas, fils de Pietro II, détenteur du tiers de Cagliari jusqu'en 1295.

### Dynastie de Capraia
- 1241-1264 : Guglielmo da Capraia, détenteur du tiers de Cagliari ;
- 1264-1268 : Nicolò, son fils, détenteur du tiers de Cagliari, déposé.

### Dynastie de Bas-Cervera
- 1297-1304 : Giovanni Ier de Bas, dit « Chiano », fils de Mariano II de Bas ;
- 1304-1308 : Andreotto, son fils illégitime ;
- 1304/1308-1321 : Mariano III de Bas, illégitime, son frère ;
- 1321-1336 : Ugone II de Bas, illégitime, son oncle ;
- 1336-1347 : Pietro III, son fils ainé ;
- 1347-1375 : Mariano IV, son frère ;
- 1375-1383 : Ugone III, son fils ;
- 1383-1404 : Eleonora, sa sœur, épouse Brancaleone Doria.

### Dynastie Doria et Narbonne
- 1383-1387 : Federigo Doria, fils d'Eleonora et de Brancaleone Doria ;
- 1387-1407 : Mariano V Doria, son frère ;
- 1407-1408 : Brancaleone Doria, leur père, abdique (mort en 1409) ;
- 1407-1420 : Guillaume II de Narbonne, petit-fils de Beatrice, sœur d'Eleonora.

### Dynastie des marquis de Cubello, Marquisat d'Oristàn et Comté du Gocìano
- 1409-1427 : Leonardo Ier, arrière petit-fils d'Ugone II d'Arborée, nommé en 1420 par le roi Marquis d'Oristàn en espagnol (sarde : Aristanis) et comte du Gocìano en espagnol (sarde : Goceanu) ;
- 1427-1457 : Antonio, son fils ;
- 1457-1470 : Salvatore, son fils ;
- 1470-1478 : Leonardo II d'Alagon, leur neveu, petit-fils de Leonardo Ier, qui engage une guerre à cause de la rivalité avec la famille Carroz, qui occupait alors le rôle de vice-roi de Sardaigne, mais fut défait et privé (lui et ses descendants) du titre et tous ses biens. Il meurt en prison, et le titre de marquis d'Oristàn et comte de Gocìano font toujours partie des titres honorifiques du Roi d'Espagne.